# The Lord of the G-Strings
Pour plus de détails, voir Fiche technique et Distribution.
The Lord of the G-Strings (dont le titre peut se traduire par « le seigneur des strings ») est un film américain réalisé par Terry M. West et sorti en 2003. 
Le film est une parodie de la trilogie Le Seigneur des anneaux.

## Fiche technique
- Titre complet : The Lord of the G-Strings: The Femaleship of the String
- Réalisateur : Terry M. West
- Scénario : Terry M. West
- Musique :
- Société de production : E.I. Independent Cinema
- Format : Couleurs
- Durée :
- Pays d'origine :  États-Unis
- Langue d'origine : anglais américain
- Genre : Parodie, comédie érotique
- Lieux de tournage : New Jersey, États-Unis
- Durée : 1 h 30
- Date de sortie :
  - États-Unis : 25 mars 2003

## Distribution
- Misty Mundae : Dildo Saggins
- Darian Caine : Horny
- A. J. Khan : Spam
- Barbara Joyce : Araporn
- Michael R. Thomas : Smirnof, le magicien
- John Link  : Ballem
- Anoushka Garin : Benadryl
- Allanah Rhodes : Hymen Torn
- Suzi Lorraine : Drusilla (créditée comme Kelli Summers)
- Paige Richards : Whorespank
- Chelsea Mundae : Bar Keep
- Ruby Larocca : Bar Maid
- Rick Wright : Inn Keeper
- Timothy McBride : Baldwin
- Zachary Stone : Horny Throbbit
- William Hellfire : Whichway